# Anna Zemánková
Anna Zemánková, rozená Veselá, křtěná Anna Anežka (23. srpna 1908, Hodolany – 15. ledna 1986, Mníšek pod Brdy) je jednou z nejvýznamnějších světových tvůrkyň art brut. Svou vysokou výtvarnou kulturou, různorodostí tvorby i zřetelnou vnitřní vizí se však původní definici art brut vymyká a figuruje v této kategorii jako solitér. Její díla byla vystavena mj. na Bienále v Benátkách, New Yorku, Paříži, na samostatných výstavách v Lausanne a v Praze. Je zastoupena v nejvýznamnějších světových sbírkách art brut.

## Život
Anna Zemánková, se narodila v Hodolanech u Olomouce v rodině holiče Antonína Veselého a jeho ženy Adolfiny rodem Žárské z Příboru, jako jedno ze čtyř dětí. Vyučila se dentistkou a po tříleté praxi si otevřela vlastní ordinaci v Olomouci. Z výdělku byla schopna financovat stavbu vlastního rodinného domku. Ve volném čase se zabývala krajinomalbou.
Roku 1933 se provdala za nadporučíka intendantury (týlového zabezpečení vojska) Bohumíra Zemánka (1904–1969), se kterým se jí narodili tři synové: Bohumír (1935), Slavomír (1936) a Bohumil (1942). Po narození Slavomíra se Anna Zemánková rozhodla věnovat dětem a domácnosti a vzdala se i výtvarné tvorby. Od roku 1939 žila rodina v Brně, kde byl Bohumír Zemánek úředníkem cenového úřadu. Po narození třetího syna Bohumila prodělala několik dalších neúspěšných těhotenství. Roku 1948 rodina adoptovala dceru Annu a přestěhovala se do Prahy, kam byl Bohumír Zemánek povolán ke Generálnímu štábu Čs armády. Syn Slavomír byl po nástupu na vojnu převelen k PTP a Bohumír Zemánek byl suspendován a přeřazen do skladu potravin. Zemřel při dopravní nehodě roku 1969.
Anna Zemánková v rodině sehrávala dominantní roli "Velké Matky". Své děti vedla přísně, ale realizovala se ve výrobě hraček a oblečků, zdobení jejich pokojíčků a vymýšlení pohádek. V době, kdy děti dospěly a tato role začala slábnout, zažila osobní krizi, která se projevovala výkyvy nálad a citovou labilitou. V roce 1960 její synové objevili matčiny rané malby a přesvědčili ji, aby se vrátila k výtvarné tvorbě. Tato "auto-arteterapie" jí pomohla najít nový smysl života a brzy se pro ni stala nutkavou vášní.
Do bytu Zemánkových v Dejvicích chodili obdivovat její kresby přátelé jejích dětí, k nimž patřili např. fotografové Jan Reich a Jaroslav Krejčí nebo student FAMU Vlastimil Venclík. Již roku 1964 představila svou tvorbu v prvním ze "Dnů otevřených dveří". O Anně se dozvěděla i Olga Havlová a za pozoruhodnou kreslířkou dovedla historika umění Jiřího Vykoukala. Ten jí ve foyer Divadla Na zábradlí roku 1966 uspořádal její první výstavu l. Arsén Pohribný v témže roce zařadil její obrazy do putovní výstavy naivního umění. Roku 1968 ji vybral také na výstavu v Domě umění v Brně a v roce 1971 na mezinárodní přehlídku naivního umění v italském Pratu. Roku 1969 se stala jednou ze dvou postav dokumentárního filmu Muž a žena režiséra Vlastimila Venclíka.
V roce 1979 byla Anna Zemánková zastoupena na výstavě Outsiders v Hayward Gallery v Londýně, která stála na počátku její mezinárodní proslulosti. V osmdesátých letech se zhoršovalo její onemocnění diabetem a postupně musela podstoupit amputaci obou nohou. Po rekonvalescenci žila od roku 1983 v domě pro seniory v Mníšku pod Brdy. Výtvarné tvorbě se věnovala až do své smrti roku 1986.
Po smrti Anny Zemánkové nadále strmě stoupal zájem o její dílo. Cavin-Morris Gallery v New Yorku uspořádala od roku 1993 kolem 40 výstav z jejích děl a newyorské New Museum ji roku 2011 uvedlo na výstavě Ostalgia. V roce 2013 byla zařazena do mezinárodní expozice 55. benátského Bienále. V Čechách měla retrospektivní výstavy v GVU v Chebu, Moravské galerii v Brně, Museu umění Olomouc (1998), Galerii hlavního města Prahy (1998). Její kresby byly vystavovány v rámci mezinárodního trienále INSITA (Slovenská národná galéria v Bratislavě) a jsou ve stálé expozici Collection de l’Art Brut v Lausanne a v expozici naivního umění Severočeské galerie výtvarného umění v Litoměřicích.

### Rodina
- syn Bohumír (1935–1939) zemřel ve čtyřech letech na rakovinu;
- syn Slavomír (1936–2013) vystudoval lékařství a oženil se s výtvarnicí Olgou Musilovou. Dcery Hana (*1960) a Lucie (*1967). Podruhé ženat s Janou Šmídhamerovou. Dcery Michaela (*1981) a Martina (*1984);
- syn Bohumil (1942–1996) vystudoval sochařství na Akademii výtvarných umění v Praze. Oženil se se sochařkou Markétou Paurovou a narodila se jim dcera Terezie (*1975);
- dcera Anna se provdala za televizního redaktora Martina Švehlu. Synové Filip (*1978) a Matěj (*1991).

## Dílo
Anna Zemánková neměla žádné formální výtvarné školení a je proto považována za klasickou představitelku Art brut. Její dílo působí jako herbář fantastických mimozemských rostlin nebo neznámé podmořské flóry a fauny. Důležitou roli v její tvorbě hrála i technická zručnost a preciznost, kterou si osvojila jako dentistka. Její kresby nejsou odrazem konkrétní přírody, ale výtvarnými metaforami a spíše "posly jiných světů a projekcí jiných úrovní poznání". Zemánková je architektkou nové přírody i designérkou nových tvarů, které budí dojem, že nejsou určeny k pouhému prohlížení, ale jsou stvořeny ke čtení či rozluštění. Zvláštní rytmus, obsažený v kresbách, ovlivnila hudba jako jeho opěrná a sjednocující struktura. Sama Zemánková kdysi prohlásila "Pěstuji květiny, které nikde jinde nerostou", ale její dílo je tak neskutečné a znepokojivé právě proto, že ve zhýralosti tvarů a barev původní motiv ztrácí význam a vzniká cosi neuchopitelného.
Pro Annu Zemánkovou byla tvorba základní životní aktivitou, díky níž mohla prodloužit svoji symbolickou plodnost a znovu a znovu se stávat stvořitelkou nových jsoucen, „která byla krásnější, než kdy stvořila příroda.“ V dokumentárním filmu, který o ní natočil roku 1969 Vlastimil Venclík, vystupuje jako žena exaltovaného projevu a dramatických gest, která nepochybuje o svém výsostném postavení umělkyně, ani výjimečnosti svého talentu.
Po krátkém období, kdy experimentovala s formátem, technikou nebo barevností, se ještě před rokem 1960 stala tvorba jejím každodenním rituálem. Kreslila při poslechu klasické hudby, často ve stavu mezi snem a bděním před úsvitem. Používala převážně čtvrtky formátu A1 a A2, (ale časem i menší až zcela miniaturní formáty) na které ještě při utlumeném vědomí rozvrhla celkovou kompozici, kterou později vyplnila ornamentálními detaily. Začínala tužkovou skicou, kterou přemalovala temperovými barvami či pastelem. Pracovala s profesionálním malířským vybavením a využívala celou škálu barevných valérů, kterou někdy pro zvýraznění detailů doplnila reflexními barvami. Po roce 1963 užívala převážně suchý pastel, který „změkčovala“ kuchyňským olejem a doplňovala inkoustovou nebo tušovou perokresbou. Detaily později prokreslovala propisovací tužkou a mikrofixem, zdůrazňovala je perforací a reliéfním protlačováním. Anna Zemánková neustále experimentovala s novými materiály a zkoušela různé metody: papírovou i textilní koláž, háčkované aplikace, vlepování korálků a flitrů... Techniky, které dříve používala při dekorování domácnosti a oděvů, se staly nedílnou součástí jejího díla.
Původní zaujetí pro věrné zobrazení rostlinných motivů záhy nahradila vášeň pro stále nové variace a nápady a brzy dospěla ke zcela originálním abstraktním formám a volné improvizaci. Její vyzrálá estetika pod rafinovaným a subtilním povrchem evokuje skryté a nevyslovené hlubiny. Často jde o hybridy rostlinných a živočišných forem. Zářivá barevnost a ornamentální členění této nové rajské flóry a fauny, která má své vlastní atektonické zákony růstu, odpovídá měnivým konfiguracím skrytých her imaginace a neustálým proměnám toku psychického dění.

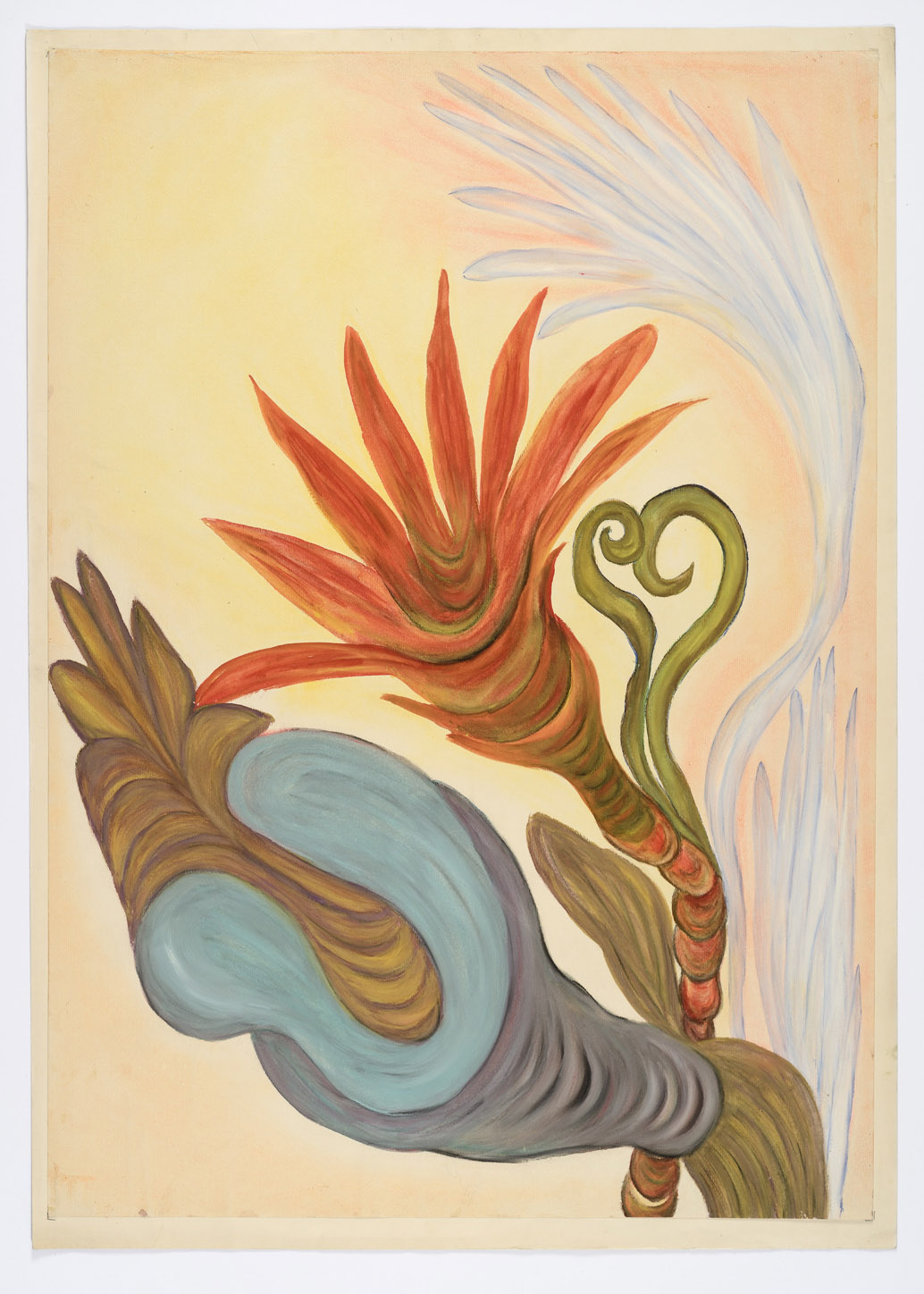
Bez názvu, tempera a pastel, 60. léta
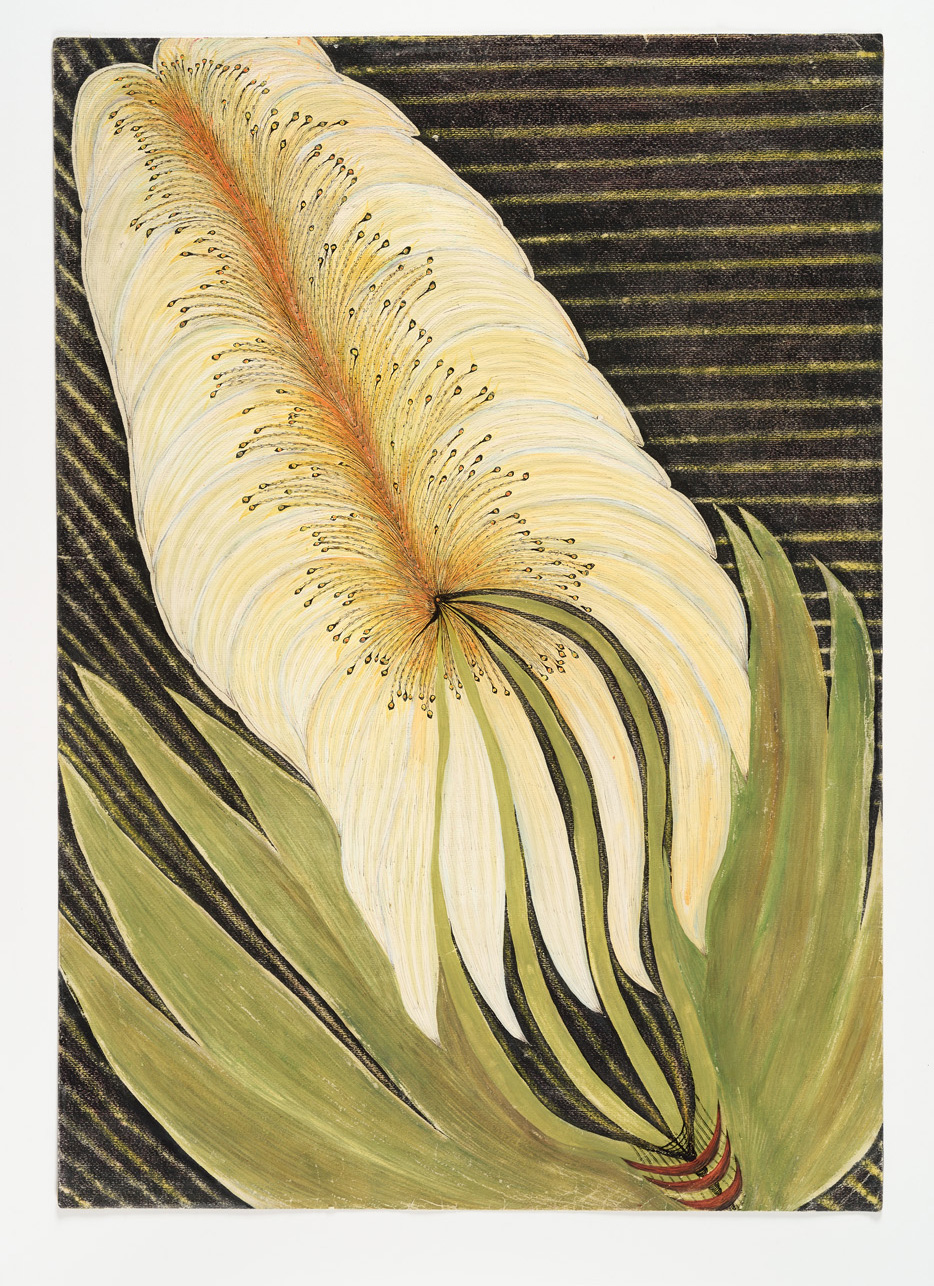
Nekonečný květ, tempera, pastel a tuš, 60. léta
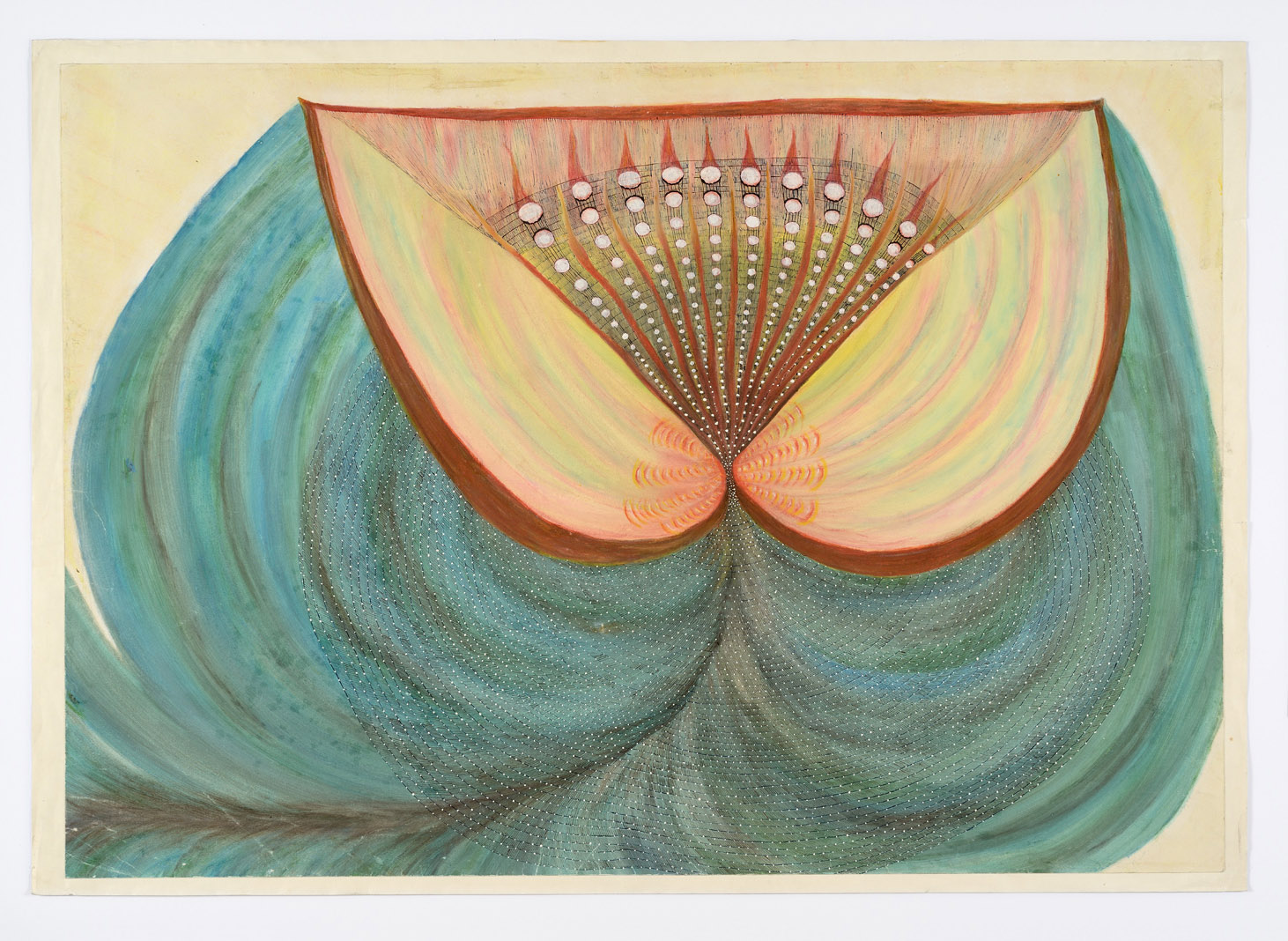
Elektrický květ, tempera, pastel a tuš, 60. léta
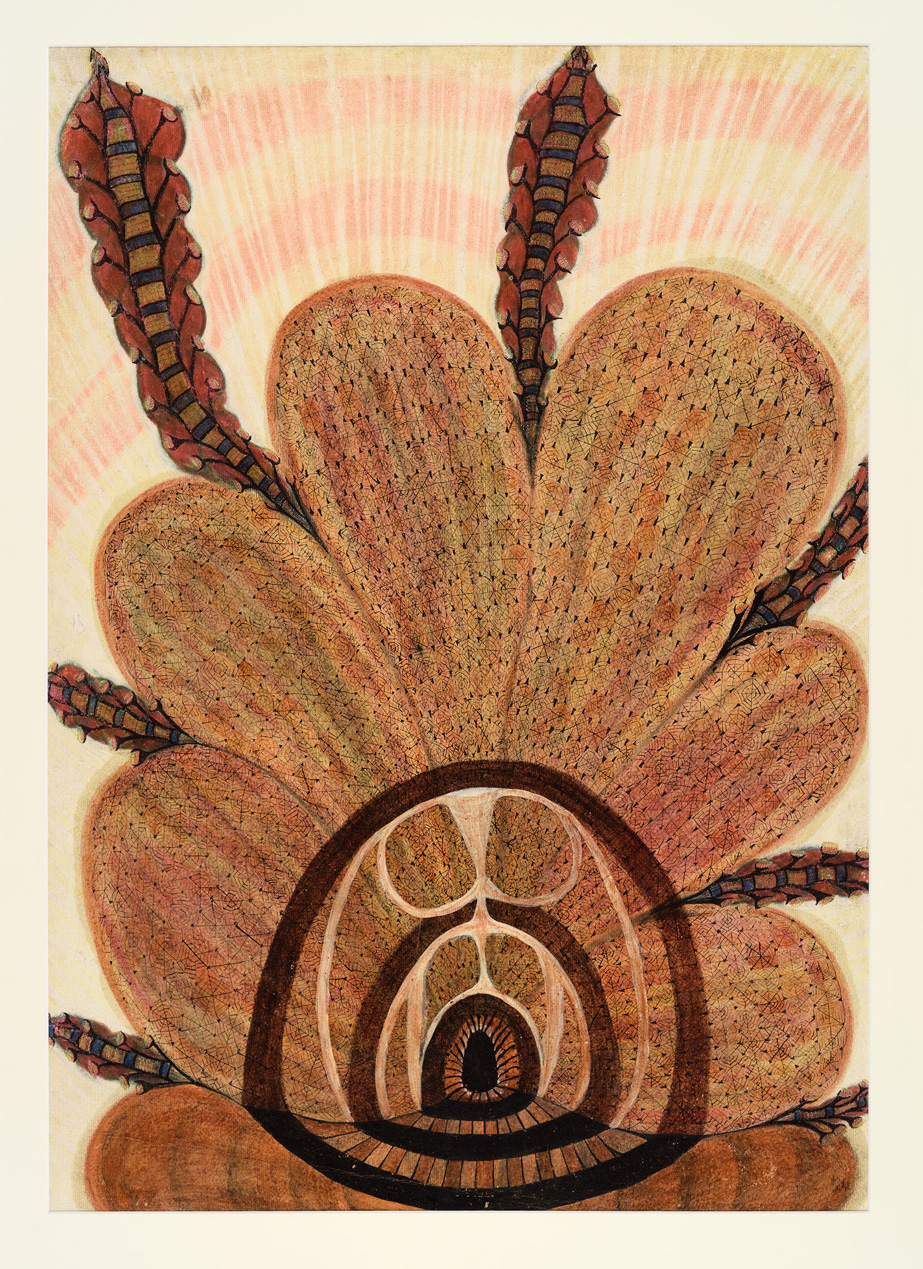
Bez názvu, pastel, kuchyňský olej a tuš, 60. léta

Pro počáteční dramatické období její tvorby je charakteristická kompozice dvou či několika nesourodých tvarů. Dominantní a maskulinní květy jsou v útočném postavení vůči jejich femininním protipólům, zakalené odstíny kontrastují s jasnými pastelovými barvami. Jsou tak perzonifikací osobní mytologie autorky a prostředkem katarze jejích vnitřních konfliktů. Typické je sériové opakování motivů, které jsou zmnoženy do nejjemnějších detailů v mikrostrukturách a simulují dojem růstu nebo chvění. Diagonální kompozicí a perspektivním zmenšováním ústředního motivu vnáší malířka do obrazu radikální dynamiku. Zemánková náruživě četla vědeckofantastickou literaturu o mimozemských civilizacích. Fantastičtí tvorové nebo útvary připomínající rakety v jejích kresbách mohou mít původ v této naivní fascinaci tajemstvím vesmíru.
Po roce 1963 se rytmus jejích obrazů zklidnil a převládly v nich kompaktní tvary, které připomínají podmořskou faunu. Její obrazotvornost ovládl vodní živel - dužnaté tvary bují a plují prostorem jakoby ve stavu beztíže. Sama autorka o své tvorbě hovořila jako o milostném zážitku a její potlačená erotická energie se v ní projevila v podobě útvarů připomínajících lůna nebo formou vzájemných průniků kyprých a falických tvarů. Proces, v němž se vědomí kreslířky obrátilo do jejího nitra a rozlišení vnějšího a vnitřního ztratilo význam, lze označit jako "fyzickou introspekci". Mateřství, které v emocionálním životě Anny Zemánkové hrálo klíčovou roli, se projevilo v její tvorbě obrazy, které ve svém názvu nesou slovo Zrození či Narození. Organické tvary se v nich snoubí s nehmotnými výtrysky světla, které připomínají svatozáře náboženských obrazů nebo transpersonální vize spiritistických médií.

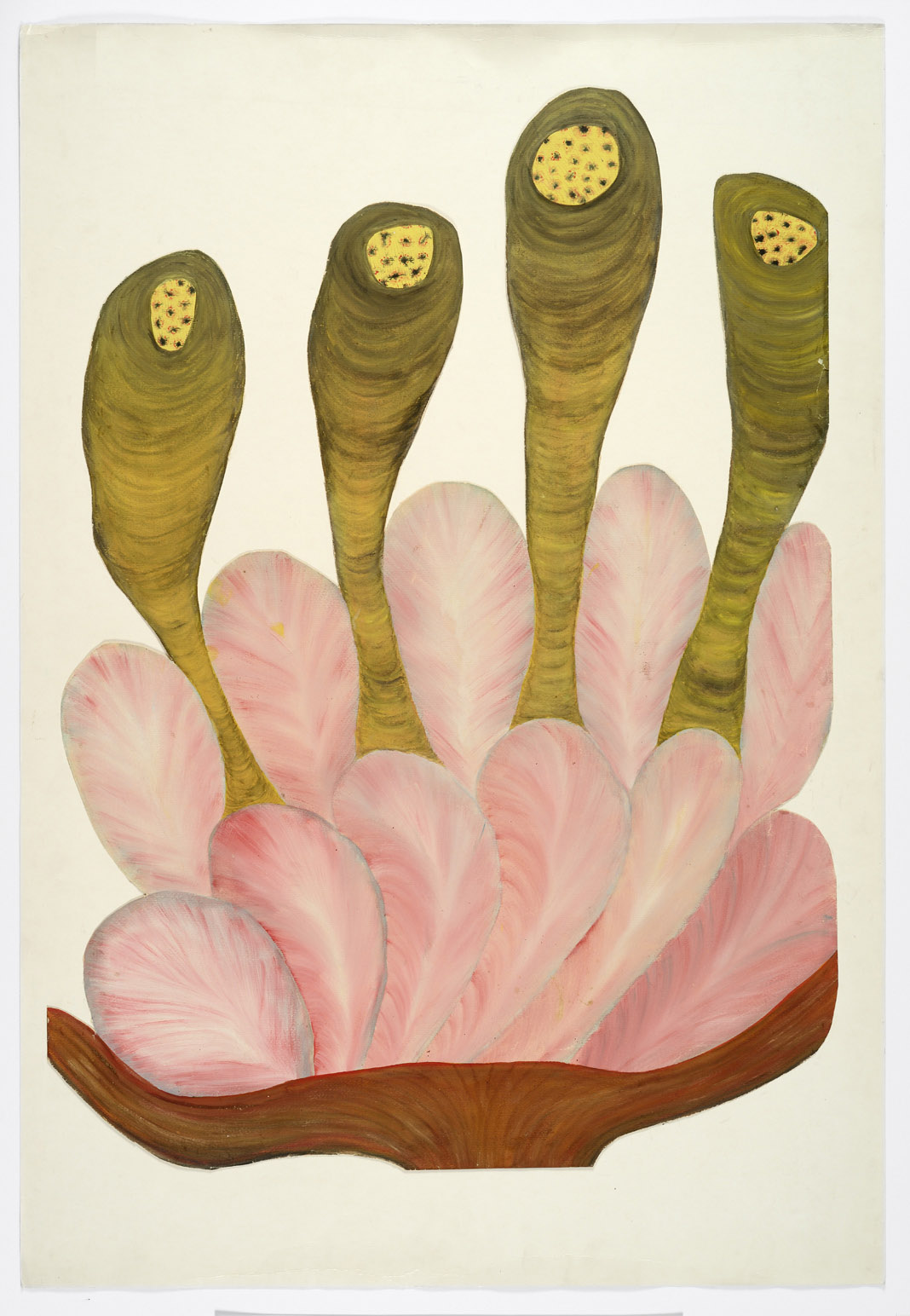
Pocta Picassovi, tempera a tuš, 60. léta
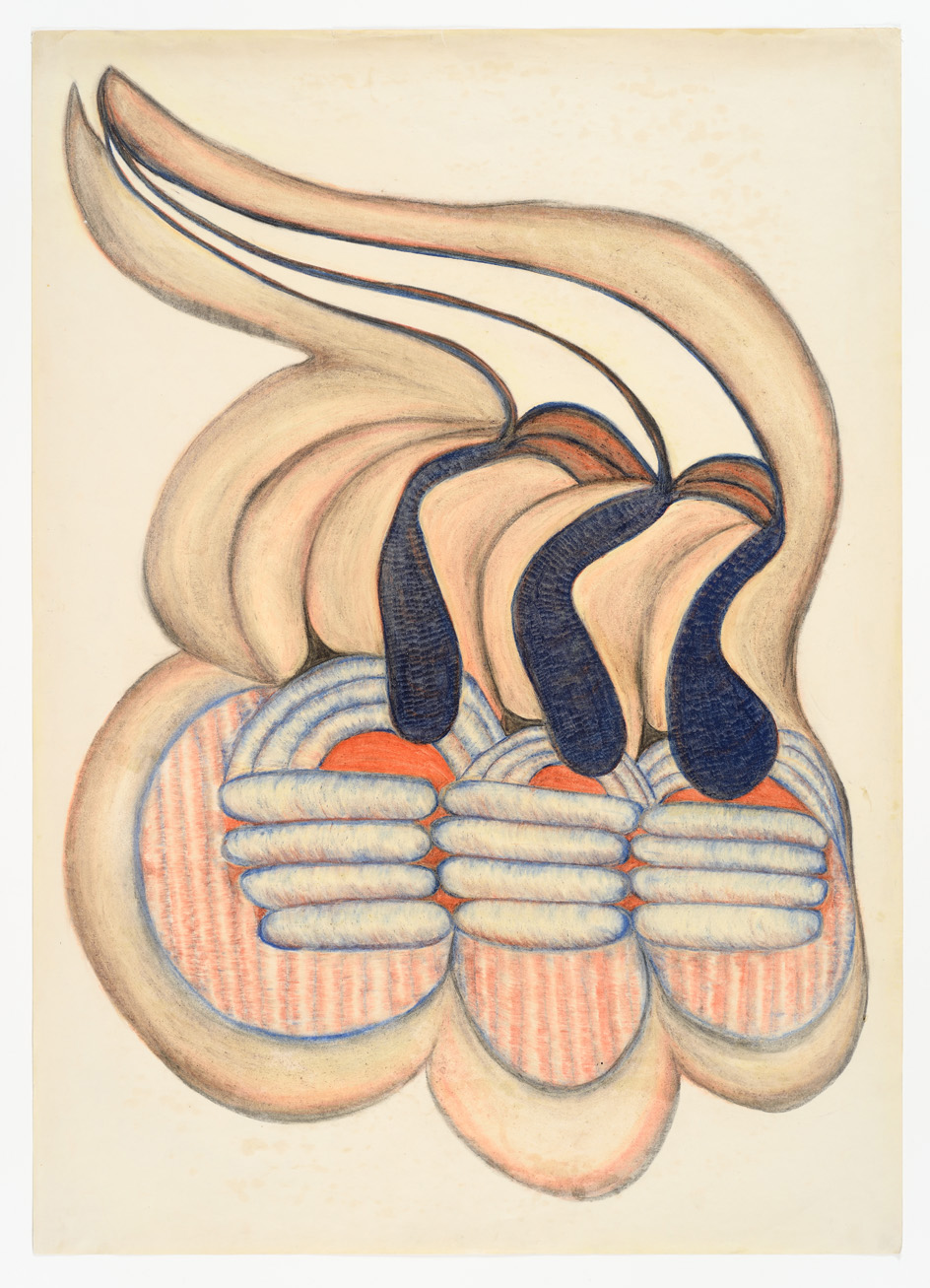
Květy s chutí bramborových šišek, pastel, 60. léta
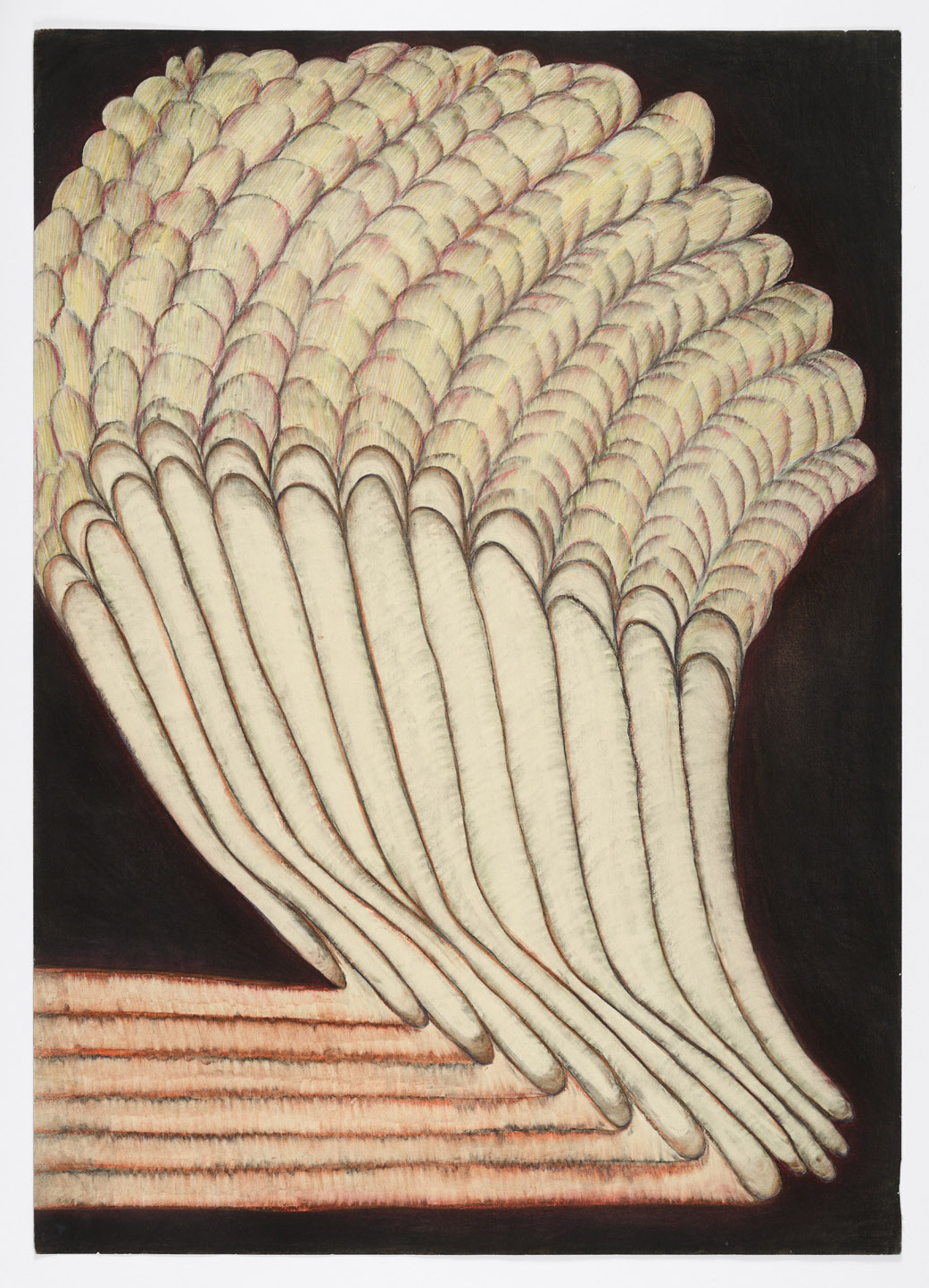
Bez názvu, pastel, 60. léta
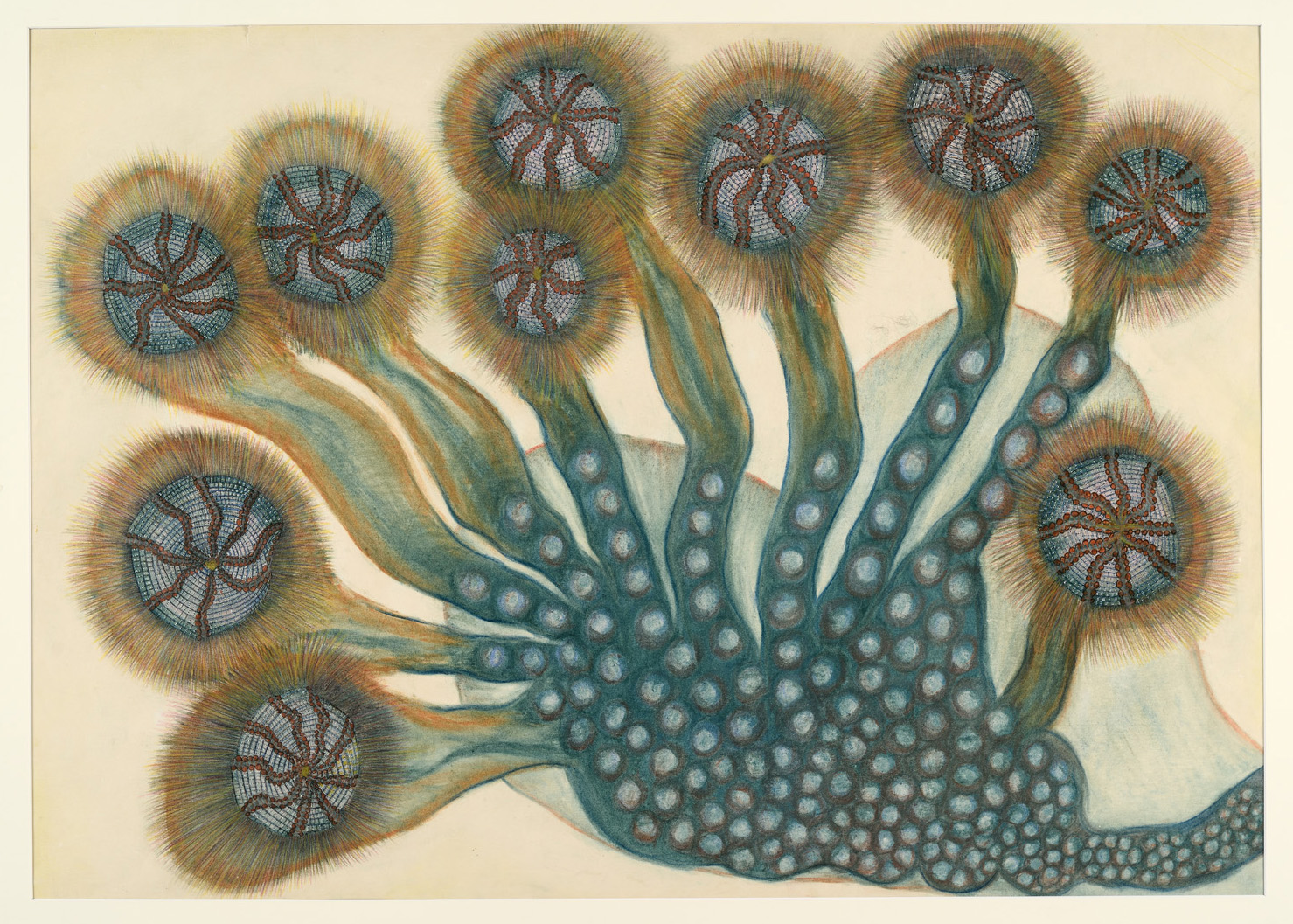
Bez názvu, pastel, tuš, pol. 60. let
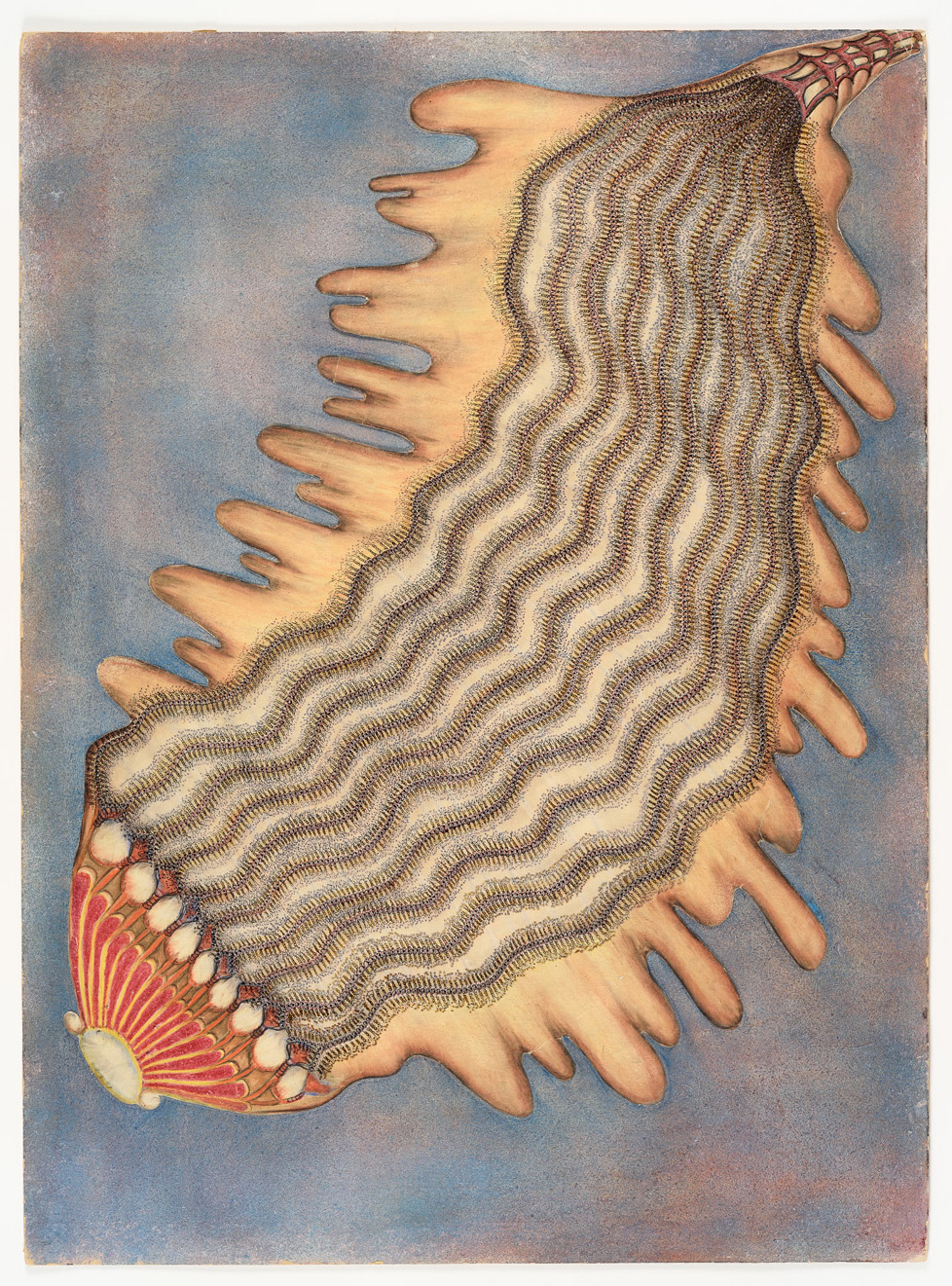
Elektrický plod, pastel, tuš na vystřiženém tvaru, 60. léta
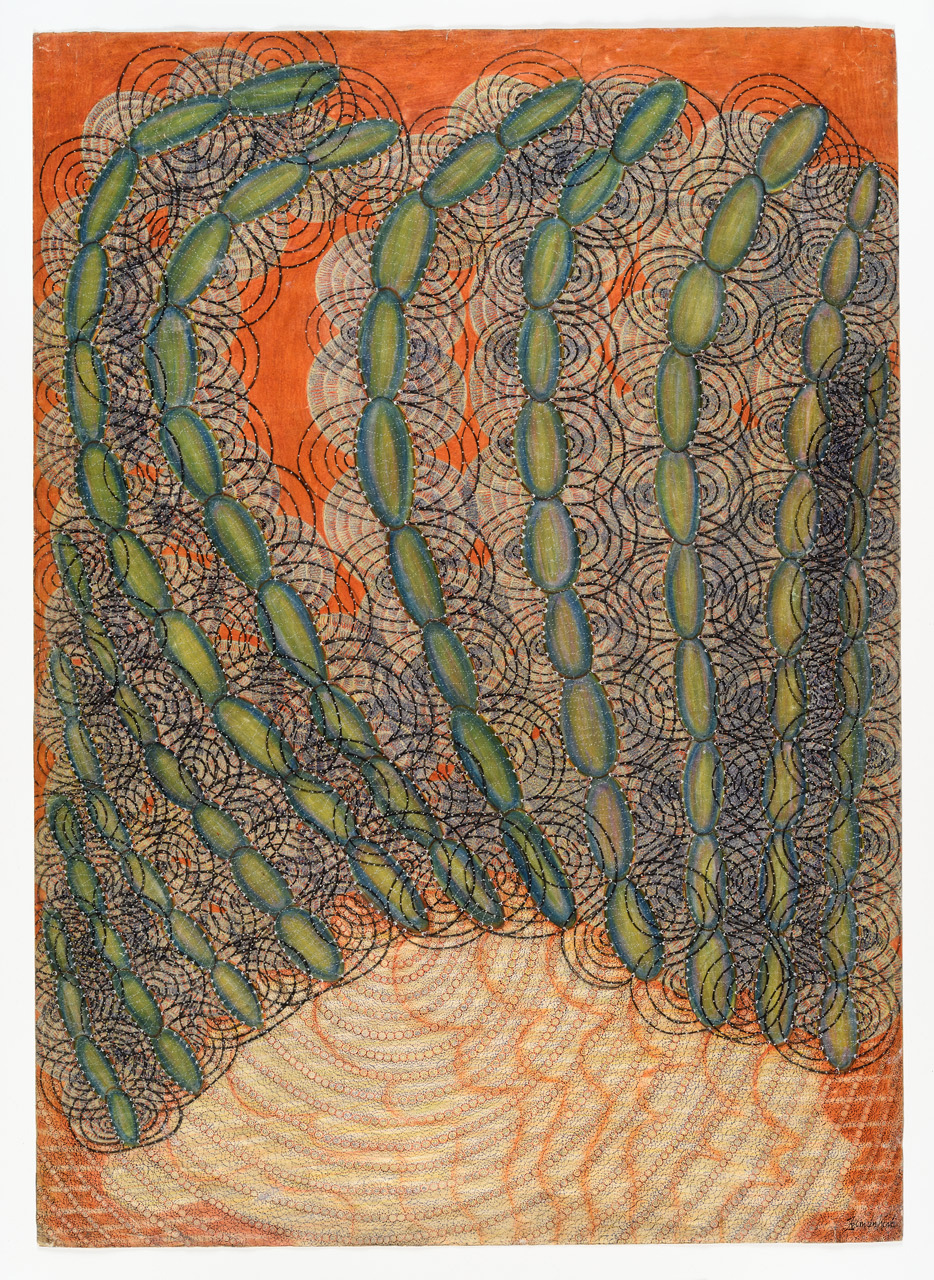
Elektrický květ, pastel, tuš, propiska, 60. léta
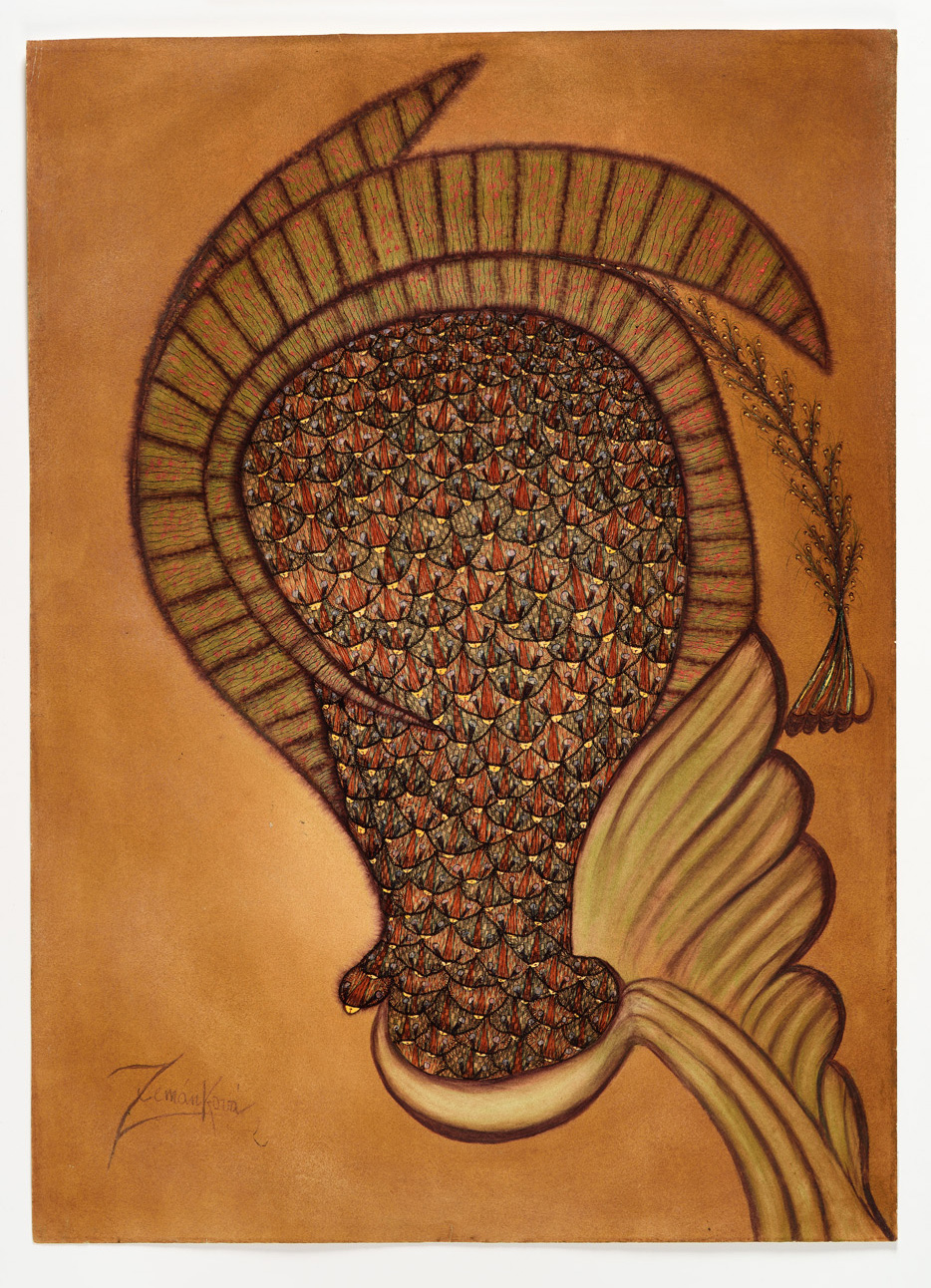
Bez názvu, pastel a tuš, 60. léta
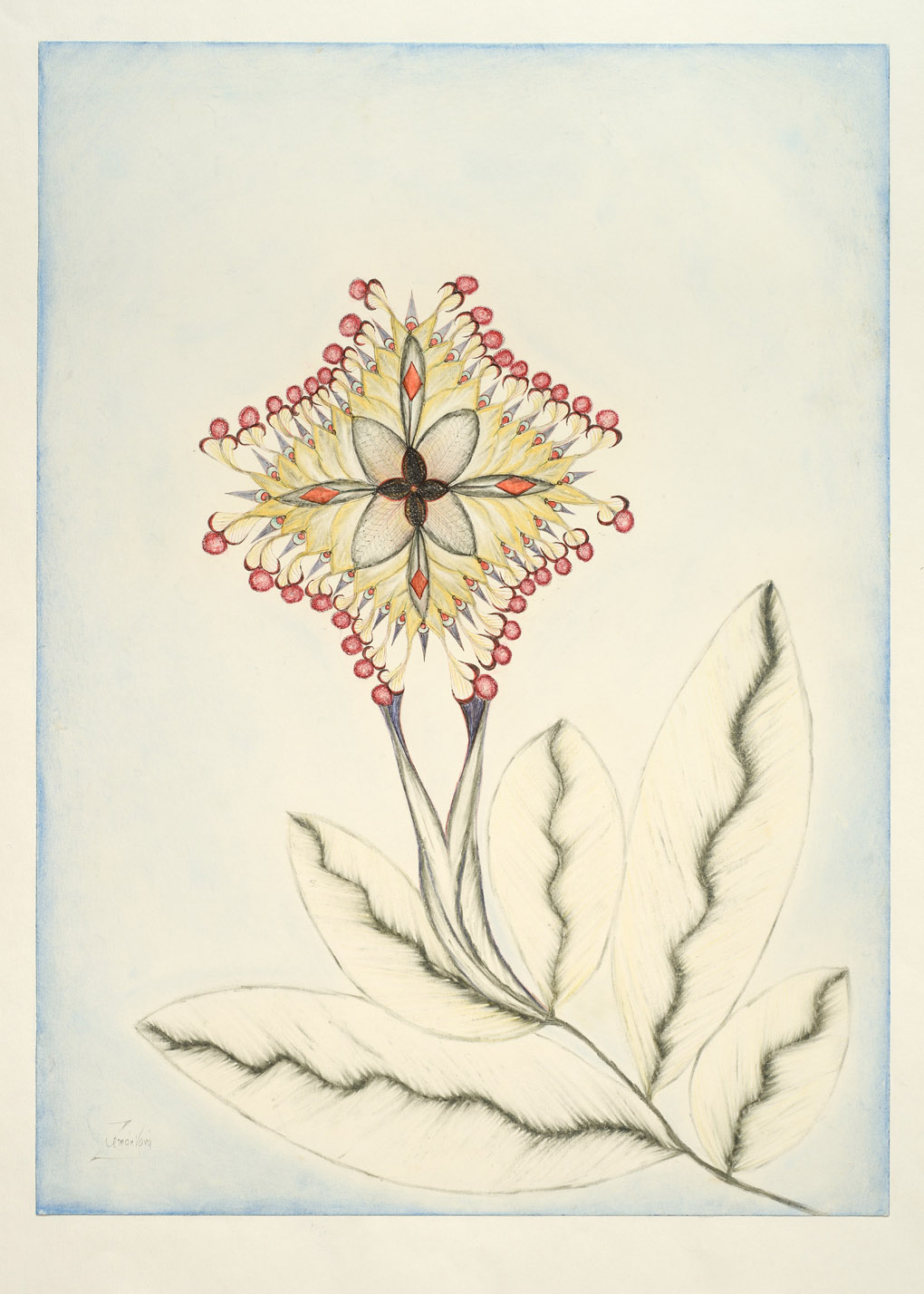
Bez názvu, pastel a propiska, 70. léta

Jednu etapu kreseb představují precizně konstruované mikroskopické detaily poskládané do rozbujelých tkání. Anna Zemánková často v jediném obraze důsledně vykreslila desetitisíce bodů a čárek. Později v tomto okouzlení mikrostrukturami objevila techniku perforace. Možnost prosvítit perforovanou kresbu ji vedla k výrobě stínidel lamp, jimiž zkrášlovala svůj byt. Po své první výstavě roku 1966 načas podlehla obdivu publika, začala své práce signovat a v její tvorbě převládla jistá manýra a estetizace. Již se nezdržovala drobnokresbou, pozadí kreseb efektně stínovala roztíráním barevného pigmentu a její kompozice byly dekorativnější.
70. léta představují nový vrchol její tvorby. Na jemně tónovaném pozadí vytvářela vznášející se a až halucinatorně dokonalé květy, které přes precizně vyvedenou kresbu působí odhmotněným dojmem. Pastel kombinuje s pastelkami a propiskou k vyznačení linií a ke zdůraznění barevných akcentů užívá anilinové barvy. Pro své obdivovatele začala vytvářet také kresby na malých pohlednicových formátech a na malých kartičkách z ručního papíru. Ty pak rozesílala jako pozvánky nebo novoročenky.

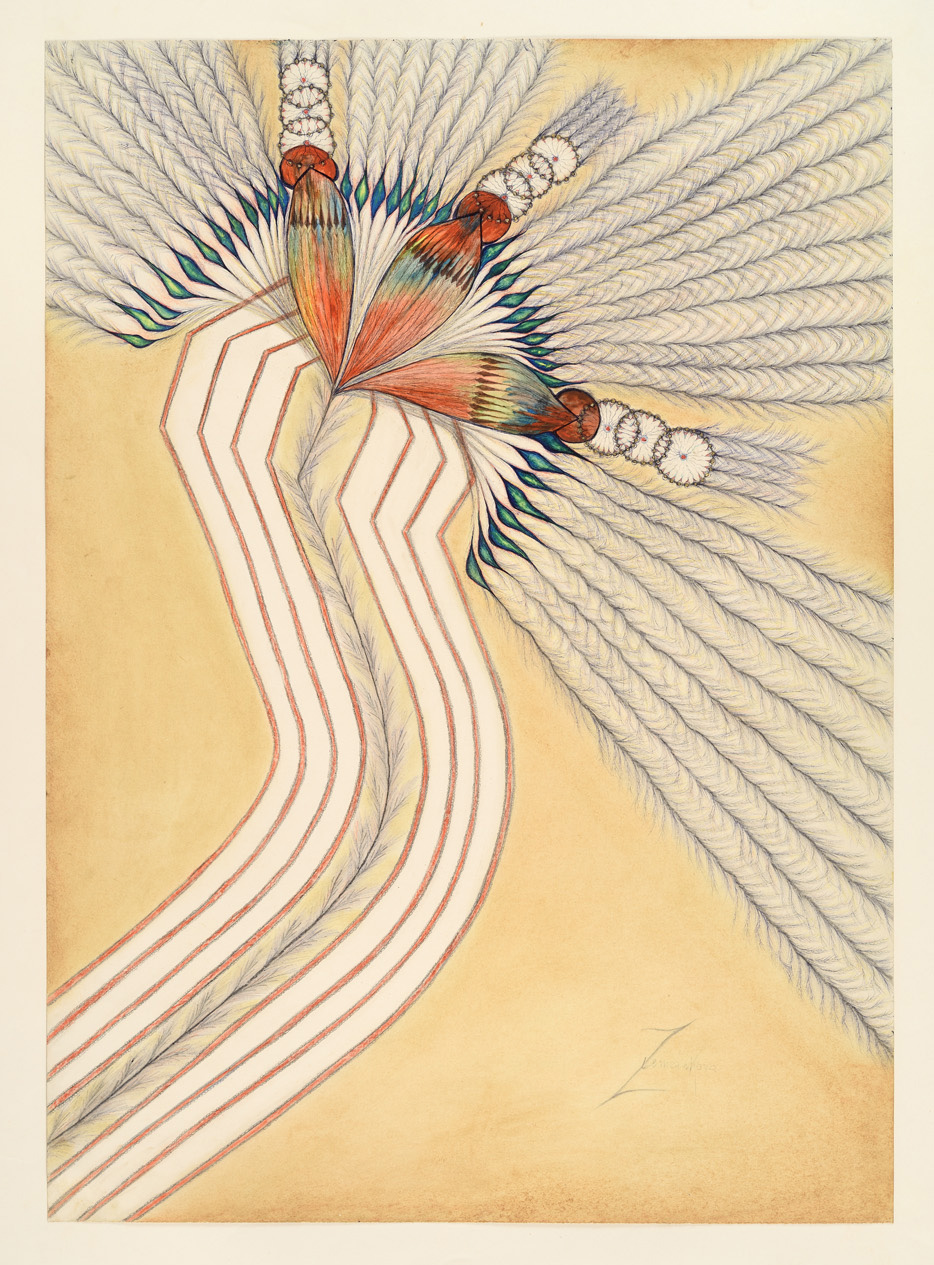
Bez názvu, pastel, propiska, anilinové barvy, 1. pol. 70. let
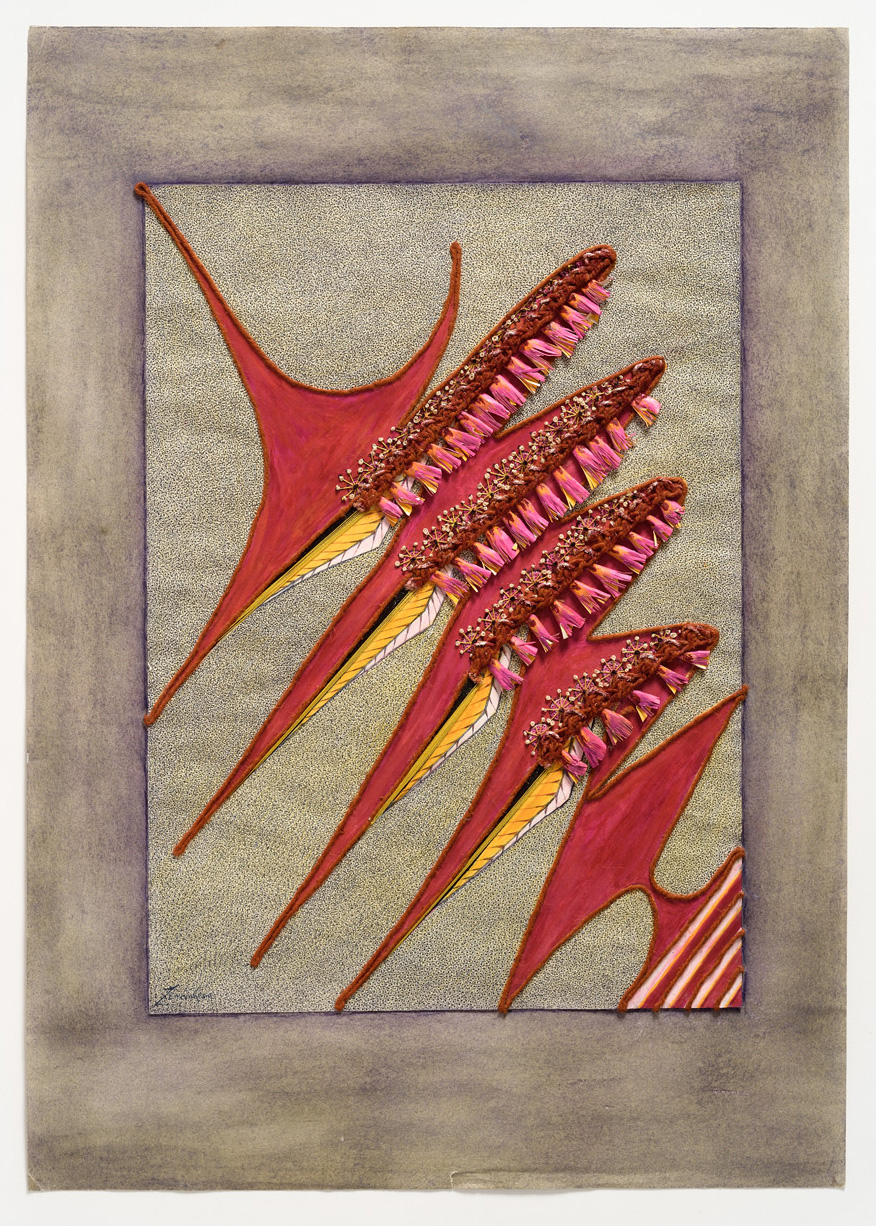
Bez názvu, kresba a papírový reliéf na perforovaném papíře, 70. léta
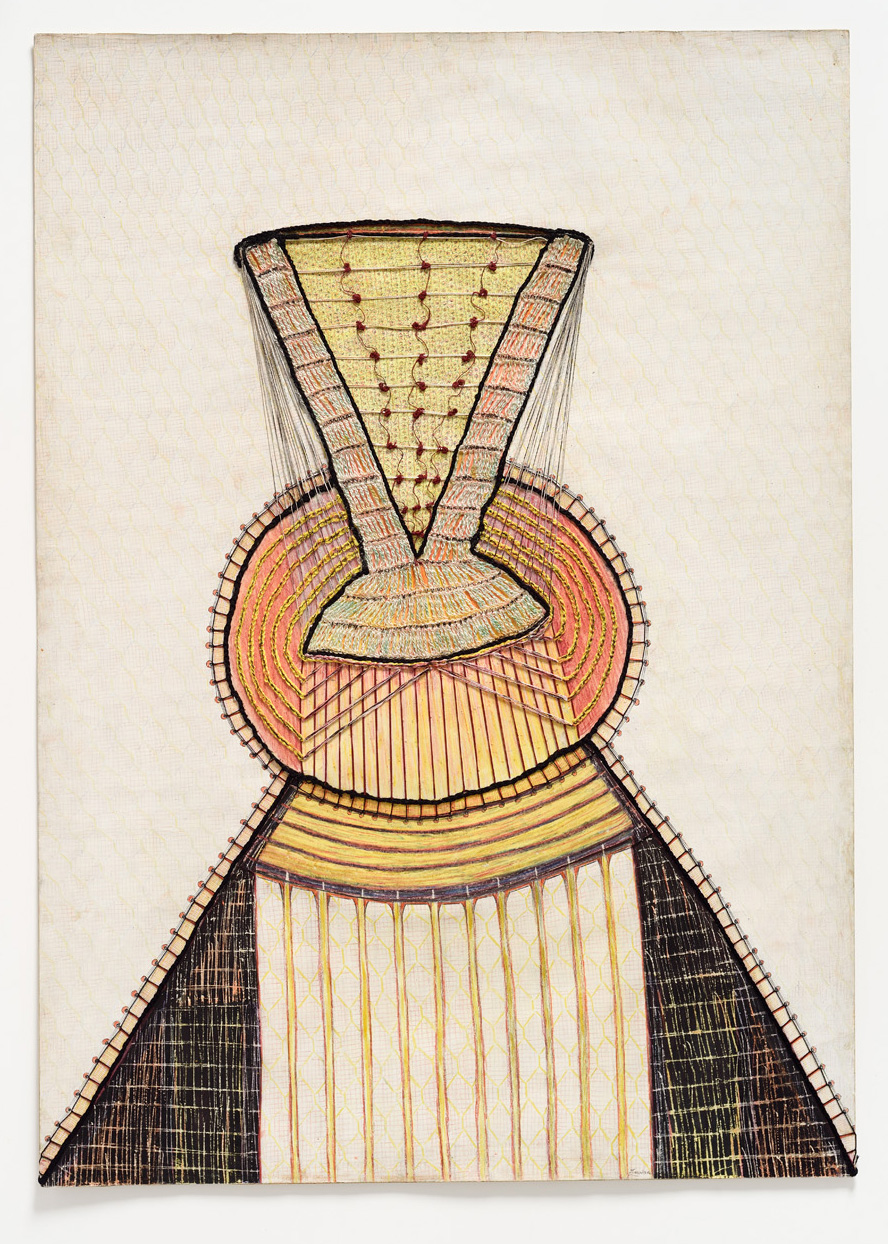
Bez názvu, kresba a háčkovaná aplikace s výšivkou, 1. pol. 70. let
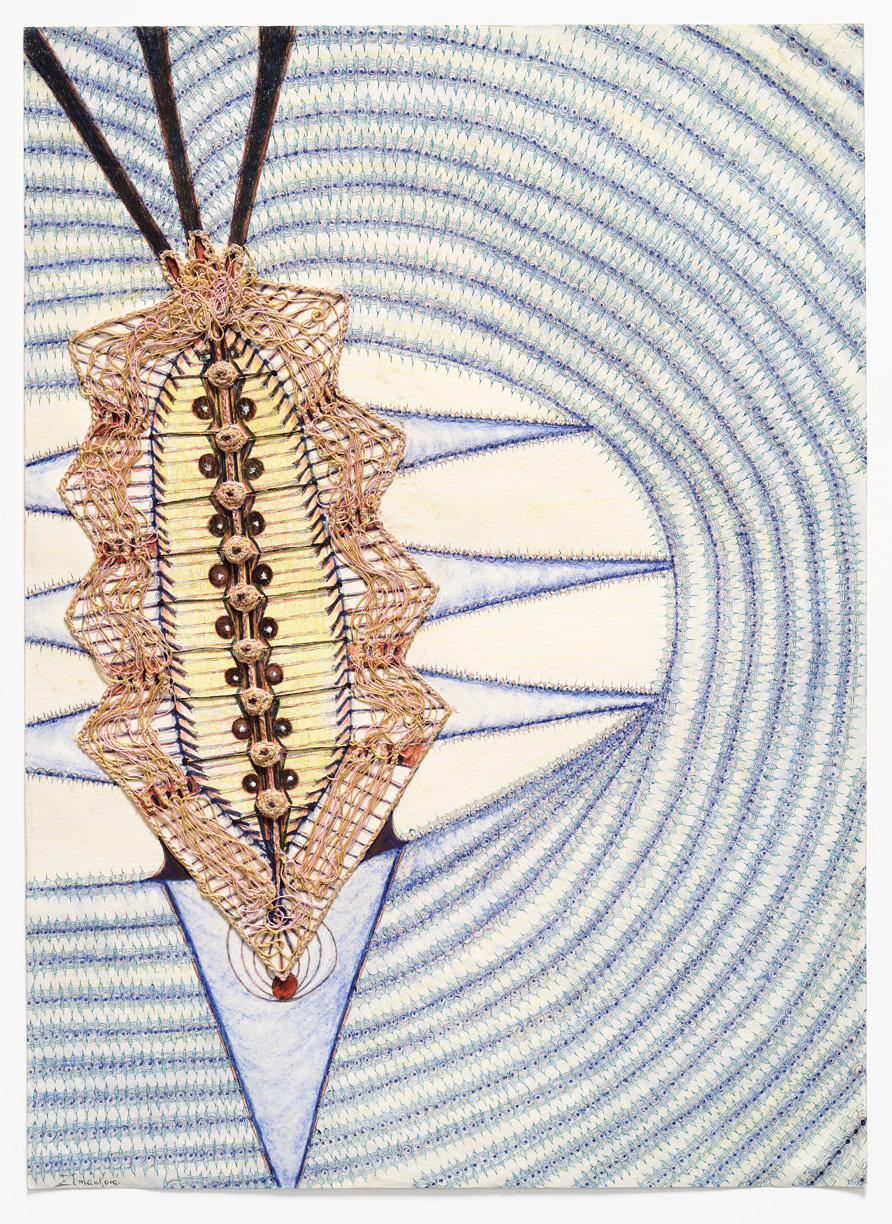
Bez názvu, kresba a háčkovaná aplikace s výšivkou, 1. pol. 70. let
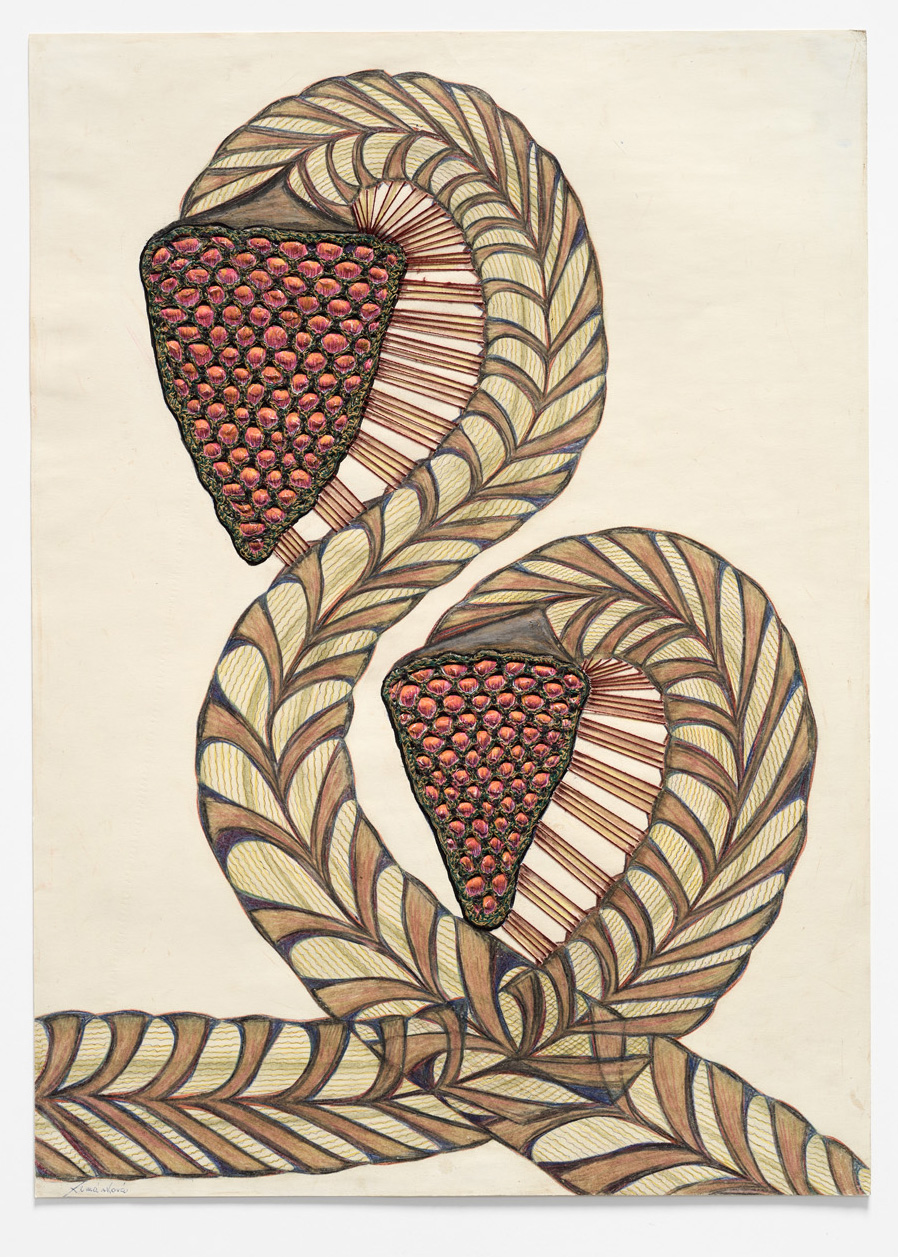
Bez názvu, kresba a háčkovaná aplikace s výšivkou, 1. pol. 70. let
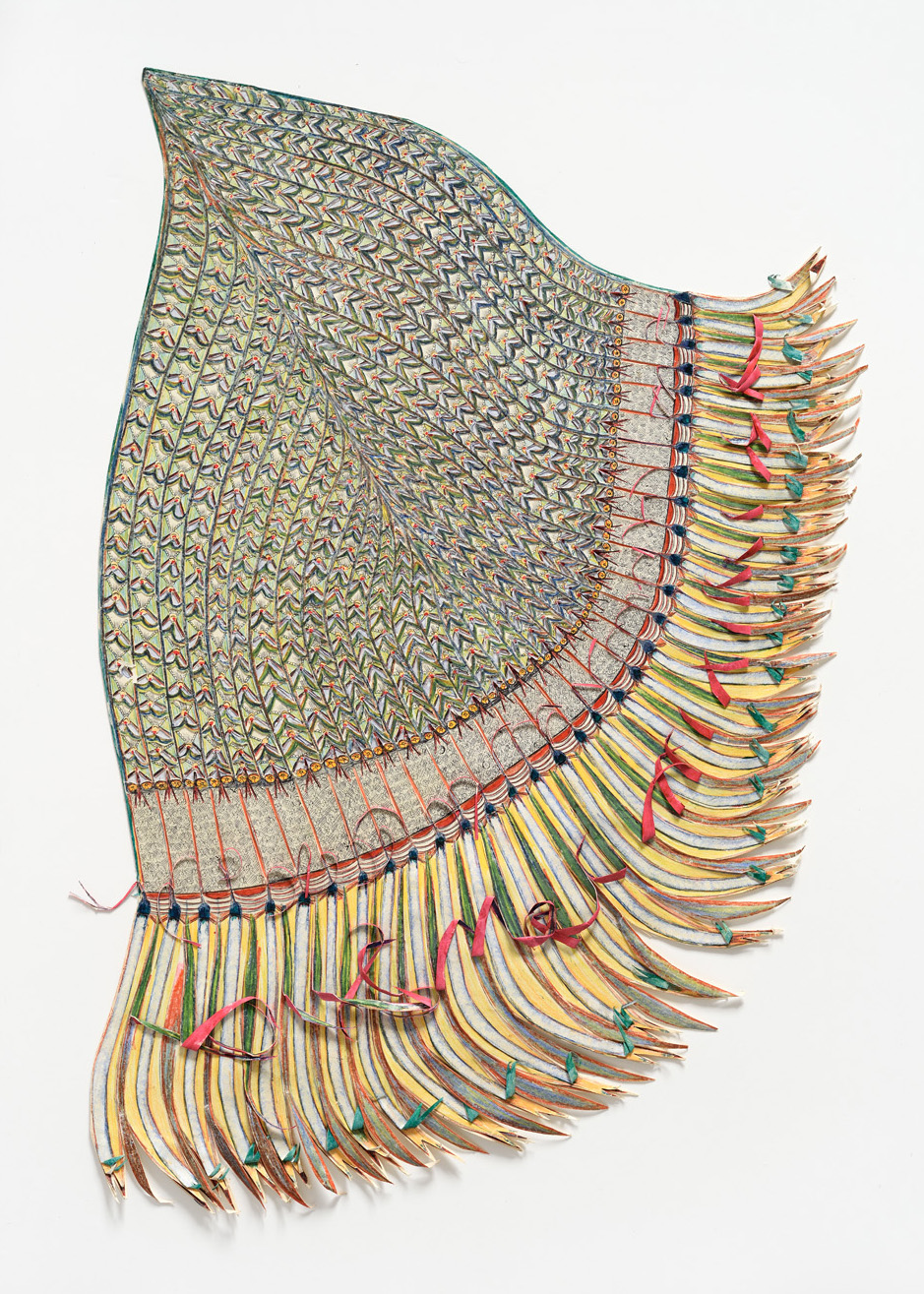
Novoroční, kresba na prostřihovaném papíře, 1977
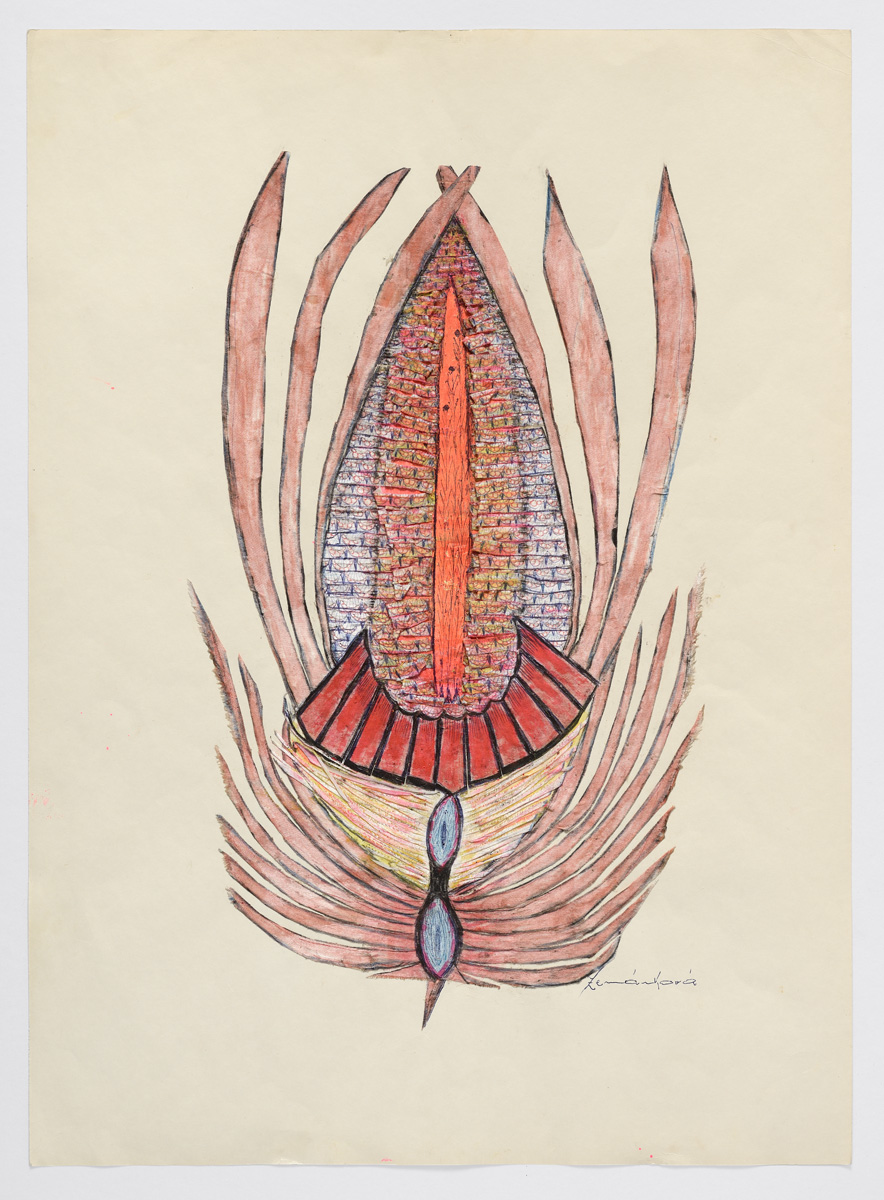
Bez názvu, saténová koláž, přelom 70. a 80. let
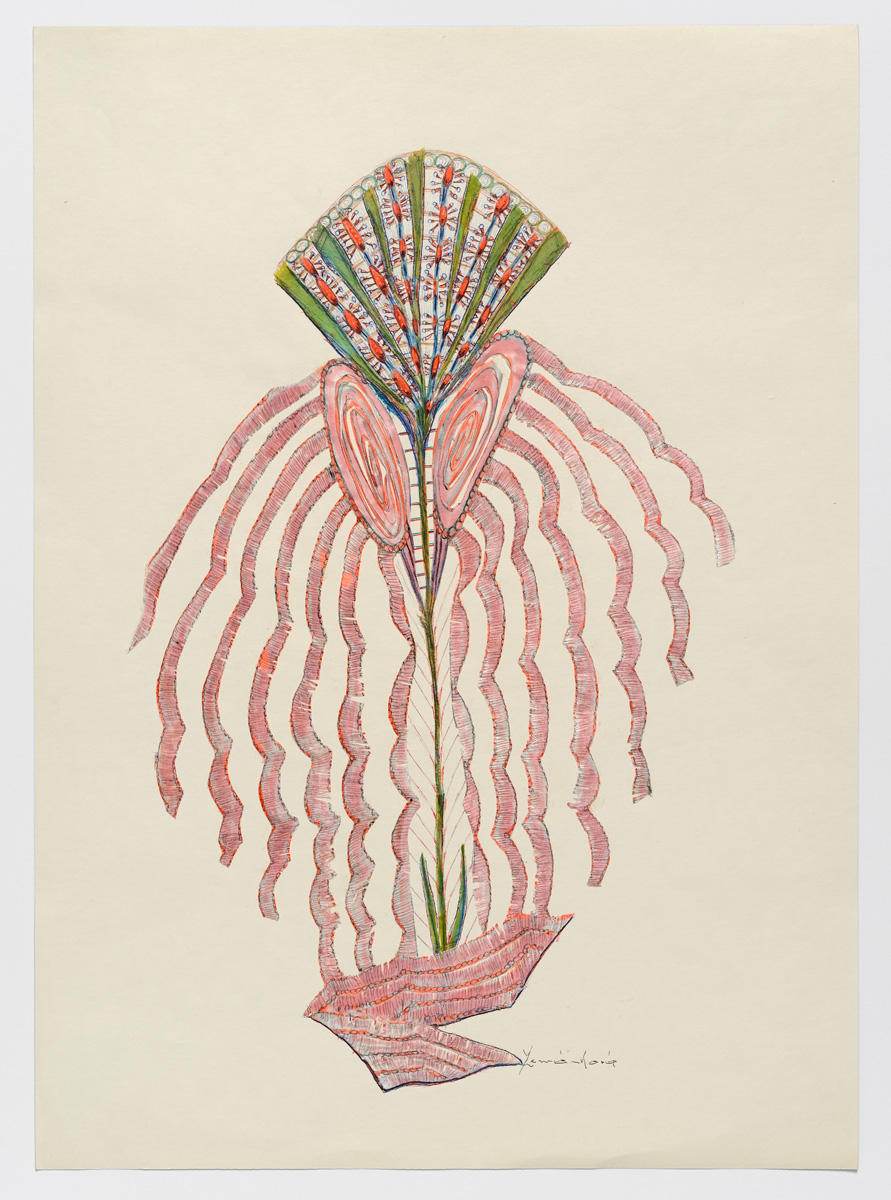
Bez názvu, saténová koláž, přelom 70. a 80. let

Ruční papír ji inspiroval i k technice embosování vlhkého papíru na měkké polystyrénové podložce. Vzniklý reliéf pak vyztužila lepidlem. Začala používat také techniku koláže a z vrstvených papírů vytvářela závěsné objekty jako alegorické ptáky nebo motýly. Do kreseb všívala krajky uháčkované z bavlnek či umělého lýka a přidávala k nim korálky, flitry a skleněné diamanty. Tyto asambláže se svým významem blížily posvátným objektům nebo relikviářům. Pro krásu květů, syté barvy bavlnek, korálků a lesk saténu, z nichž své asambláže sestavovala, lze snadno přehlédnout surovost gesta a intenzivní sílu, vyzařující z výsledku.
Ve druhé polovině 70. let tvořila textilní koláže z ústřižků saténu, který škrobila a po nalepení na papírovou podložku zdobila ornamentálními znaky pomocí barev na látku, propiskou, pastelem nebo fixem. Stejnou technikou, jakou užívala ve své tvorbě, zdobila Anna Zemánková záclony, potahy, stínidla lamp nebo vlastní klobouky a naplnila tak princip "brikoláže", kdy její životní prostor splynul v totální umělecké dílo (Gesamtkunstwerk).

### Zastoupení ve sbírkách (výběr)

#### Zahraničí
- Collection de l‘Art Brut, Lausanne, Švýcarsko
- L’Aracine, LAM, Villeneuve d‘Ascq, Francie
- Musée de la création franche, Bègles, Francie
- Museum Dr. Guislain, Gent, Belgie
- Museum Charlotte Zander, Schloss Bönningheim, Německo
- Slovenská národná galéria, Bratislava
- Arnulf Rainer Museum, Baden, Rakousko
- American Folk Art Museum, New York, USA
- Milwaukee Art museum, Milwaukee, USA
- Philadelphia Museum of art, Philadelphia, USA
- Museum of International Folk Art, Santa Fe, USA
- sbírka abcd, Paříž, Francie
- Antoine de Galbert Collection, Paris, France
- The Museum of Everything, UK
- The Musgrave Kinley Outsider Art Collection, Londýn
- Korine and Max E. Ammann Collection, Švýcarsko
- Amr Shaker, Ženeva, Švýcarsko
- Stichting Collectie De Stadshof, Utrecht
- Gregory Amenoff Collection, USA
- Dow Jones, New York, USA
- Audrey Heckler’s collection, USA
- Blanchard-Hill collection, USA
- Treger-Saint Silvestre Collection, São João da Madeira, Portugalsko
- The Anthony Petullo Collection of Self-Taught and Outsider art, Milwaukee, USA

#### Domácí sbírky
- Severočeská galerie výtvarného umění v Litoměřicích
- Muzeum umění Olomouc
- Tichý oceán, Praha
- Poetická galerie, Praha
- Sbírka Evy a Jana Švankmajerových
- Sbírka Dany a Pavla Konečných
- Sbírka Milady a Jiřího Anderlových
- Sbírka Milady a Antona Kollárových
- Sbírka rodiny Anny Zemánkové

### Výstavy

#### Autorské
- 1964, 1967, 1968, 1970 Dny otevřených dveří, byt Anny Zemánkové, Praha, Československo
- 1966 Anna Zemánková, Divadlo Na zábradlí, Praha
- 1980 Fantaskní tvorba paní Zemánkové, Divadlo hudby, Olomouc
- 1982 Labyrinty fantazie. Anna Zemánková a Cecílie Marková, Divadlo hudby, Olomouc
- 1990 Paní Zemánková: Pastely, Galerie výtvarného umění v Chebu
- 1993 Bohumil Zemánek a paní Zemánková, Galerie Václava Špály, Praha
- 1994 Bohumil Zemánek a paní Zemánková, Moravská galerie v Brně
- 1993 The Lark of Exaltation: Mediumistic Drawings by Anna Zemánková, Cavin-Morris Gallery, New York
- 1993 Bohumil Zemánek a paní Zemánková, Galerie Václava Špály, Praha, Moravská galerie v Brně
- 1997 Exotic Species: The Art of Anna Zemánková, High Museum of Art, Atlanta, USA
- 1998 Drawings by Anna Zemánková, Cavin-Morris Gallery, New York
- 1998/2000 Oinirické vize Anny Zemánkové, Galerie výtvarného umění v Chebu, Muzeum umění Olomouc, Severočeská galerie výtvarného umění v Litoměřicích
- 1999 Anna Zemánková, Cavin-Morris Gallery, New York
- 1999 L’art brut: Anna Zemánková, České centrum, Vídeň
- 2000 Anna Zemánková, Galerie Susanne Zander, Kolín nad Rýnem, Galerie Hamer, Amsterdam
- 2001 Prague-Gnosis: Anna Zemánková and Jindřich Vik, Cavin-Morris Gallery, New York
- 2003 Anna Zemánková: Plants of dreams, Colon books exhibition, Tokio, Japonsko
- 2006 Květy vášně Anny Zemánkové, Galerie Na palubě, Olomouc
- 2006 Magické vize Evy Droppové a Anny Zemánkové, Galerie X, Bratislava
- 2007 Ze hlubin vzhůru. Vizionářky československého art brut. Eva Droppová, Cecilie Marková, Anna Zemánková. INSITA 2007, Slovenská národná galéria v Bratislave
- 2008 Anna Zemánková, Cavin-Morris Gallery, New York
- 2008 Anna Zemánková, Galerie Sardine collée au mur, Ženeva
- 2008/2009 Anna Zemánková, Galerie Havelka, Praha
- 2009 Anatomia Metamorphosis. Luboš Plný & Anna Zemánková, abcd la galerie, Montreuil, Francie
- 2009 Anna Zemánková, Czech Organism, Yukiko Koide Presents, Tokio, Japonsko
- 2009 By Magical Means – Drawings by Anna Zemánková, Pollock Gallery, Dallas, Texas, USA
- 2011/2012 Art Brut: Anatomia Metamorphosis. Anna Zemánková, Luboš Plný a František Dymáček, Museum Montanelli, Praha, Saarländische Galerie – Europäisches Kunstforum, Berlín
- 2012 Anatomia Metamorphosis. Luboš Plný & Anna Zemánková: Works from the abcd Collection, Hyogo Prefectural Museum of Art, Kobe; Hiroshima City Museum of Contemporary Art, Hiroshima,
- 2013 ACM + Anna Zemánková, Frieze London [sekce Masters], Museum of Everything, Londýn, UK
- 2013 Anna Zemánková, hortus deliciarum, Galerie Christian Berst, Paříž
- 2014 Chris Hipkiss & Anna Zemánková, Galerie Gugging, Maria Gugging, Rakousko
- 2015 Spirited Women: Drawing Down Fire, Cavin-Morris Gallery, New York
- 2015 Sandra Sheehy and Anna Zemánková: Botanical, John Michael Kohler Arts Center, Sheboygan, USA
- 2016 Twilight before dawn: Anna Zemánková, Cavin-Morris Gallery, New York
- 2017 Anna Zemánková, Collection de l’Art Brut, Lausanne
- 2018 Anna Zemánková: Radostné poselství do neznáma, Severočeská galerie výtvarného umění, Litoměřice
- 2019 Anna Zemánková: Květy zahrad neviditelných, Galerie Jiřího Jílka, Šumperk
- 2019 Anna Zemánková, Weiss Berlin, Berlín
- 2019/2020 Anna Zemánková: Spiele im Morgengrauen, Österreichische Gesellschaft vom Goldenen Kreuze, Vídeň

#### Společné (výběr)
- podrobně viz abART:  a stránky Anny Zemánkové [nedostupný zdroj]

#### Monografie
- Anežka Šimková, Terezie Zemánková (eds.), Anna Zemánková, 304 s., KANT-Karel Kerlický, ABCD Praha 2017, ISBN 978-80-7437-188-2 (KANT), ISBN 978-80-905168-7-8 (ABCD)

#### Katalogy
- Daněk L, Pohribný A, (eds.), Oinirické vize Anny Zemánkové, Olomouc 1998
- Decharme B (ed), Anatomia Metamorphosis: Luboš Plný & Anna Zemánková, texty M. Anceau, B. Safarova, T. Zemánková, vyd. abcd, Paris 2009
- Safarova B, Zemánková T, (eds.), Art brut. Anatomia Metamorphosis. Anna Zemánková, Galerie Montanelli, Praha 2011
- Safarova B, Hattori T, (eds.), Anatomia Metamorphosis. Luboš Plný & Anna Zemánková. Works from the abcd Collection, texty B. Decharme, T. Hattori, B. Safarova, T. Zemánková, Gendaikikakushitsu Publishers, Tokyo 2012
- Berst Ch, (ed.), Anna Zemánková, hortus deliciarum, texty M. Anceau, Ch. Berst, T. Zemánková, Galerie Christian Berst, Paris 2013
- Morris R, (ed.), Twilight Before Dawn: Anna Zemánková, text T. Zemánková, Cavin-Morris Gallery, New York 2016, on-line katalog

#### Ostatní
- Tschechischer Surrealismus und Art Brut zum Ende des Jahrtausends, text Jan Švankmajer a kol., 47 s., Palais Pálffy (Österreichisches Kulturzentrum), Vídeň 2000
- Tsjechische l’art brut tchèque, text Jan Švankmajer a kol., 82 s., Centre tchèque de Bruxelles, Brusel 2004
- Alena Nádvorníková, Art brut v českých zemích: Mediumici, solitéři, psychotici, Arbor vitae, Muzeum umění Olomouc 2007, ISBN 978-80-86300-95-5